# نامبا (ألبرتا)
نامبا (بالإنجليزية: Nampa, Alberta)‏ هي قرية تقع في كندا في ألبرتا. يقدر عدد سكانها بـ 362 نسمة ومساحتها 1.86 كم2 وترتفع عن سطح البحر 570 متر.